# جان مونتگومری
جان مونتگومری (به انگلیسی: Jon Montgomery) (زاده ۶ مهٔ ۱۹۷۹) اسکلتونباز اهل کاناداست.
او در المپیک زمستانی ۲۰۱۰ در ونکوور مدال طلا کسب کرد.